# Sociedad Militar de Excursiones
La Sociedad Militar de Excursiones fue una asociación española de excursiones científicas, fundada en 1900 por el comandante de infantería José Ibáñez Marín (Enguera, 1868-Melilla, 1909) en la ciudad de Madrid.
Sus creadores, un grupo de oficiales y jefes del Ejército Español, muy vinculados a movimientos regeneracionistas y al institucionalismo de Giner de los Ríos, tenían por objetivo «el estudio de España, considerada en todos sus aspectos, pero muy singularmente el militar, topográfico, científico e histórico».

## Historia
En 1903, la sociedad organizó una excursión al Maestrazgo con las siguientes etapas: Castellón–Lucena, Lucena–Vistabella, Vistabella–Villafranca del Cid, Villafranca del Cid–Mirambel, Mirambel–Morella, Morella–Ares del Maestre, Ares del Maestre–Cuevas de Vinromá y Cuevas de Vinromá–Castellón.
En 1905, la Sociedad Militar de Excursiones se dedicó a la colocación de mojones en el camino entre Rascafría y La Granja. La sociedad publicó en 1909 el trabajo de Ibáñez Marín El Mariscal Soult en Portugal (campaña de 1809).
Entre 1903 y 1908, la sociedad organizó un viaje a las Alpujarras en el que participaron los capitanes Berenguer, Mayoral, Saro (autor del texto), Saliquet (autor de los croquis) y Avilés (los dos últimos se unen a la expedición al salir de Granada) y los tenientes García Pelayo y Bonilla. Les acompañaba el doctor Frommel, director del Colegio Alemán de Madrid, era civil. Aun tras el fallecimiento en combate del teniente coronel José Ibáñez Marín, la Sociedad continuó su actividad publicando trabajos como Sitios de Zaragoza y Gerona y acciones del Bruch (1911).